# الفرقة المدرعة الأمريكية الرابعة عشرة
قالب:US Armor
الفرقة المدرعة الرابعة عشرة فرقة مدرعة من جيش الولايات المتحدة تم تعيينها للجيش السابع من مجموعة الجيش السادس خلال الحرب العالمية الثانية. بقيت على القائمة الدائمة للجيش النظامي كفرقة غير نشطة حيث كانت مؤهلة لإعادة التنشيط. يطلق على الفرقة اسم «المحررون».

## التاريخ
تم تشكيل الفرقة المدرعة الرابعة عشرة وإضافتها إلى قائمة الجيش الأمريكي في 28 أغسطس 1942؛ تم تفعيلها في 15 نوفمبر في احتفال في كامب تشافي، أركنساس. تم تنظيمها في البداية على أنها فرقة ثقيلة مع فوجين مدرعتين (47 و 48) وفوج مشاة مدرع، فوج المشاة 62. أعيد تنظيمها من فرقة ثقيلة إلى فرقة خفيفة في 20 سبتمبر 1943. شهدت عملية إعادة التنظيم فقدان كتيبتين للدبابات من الفوج المدر، كتيبة واحدة لكل منهما. أعيد تصميم الكتيبة الأولى المدرعة 47 لتصبح كتيبة الدبابات 786 و الكتيبة الثالثة المدرعة 48 لتصبح كتيبة الدبابات 716.

### تحرير Stalag VII-A
بعد معركة نورمبرغ، سارعت الفرقة إلى نهر الدانوب، وعبرت النهر في إنغولشتات وعبرت فرقة المشاة 86. كانت مهمتها تأمين مواقع المعابر على نهر إيزار والدفع نحو موسبورغ ولاندشوت. تقدمت على المحور الجنوبي الشرقي، CCA كان على يمين القسم مع CCR على اليسار وCCB في الاحتياط. في مواجهة بقايا الفرقة رفرقة إس إس 17 بانزرجرينادير غوتز فون بيرليتشينغن فرقة المشاة 719 (الفيرماخت)، دخلت المدينة في 29 أبريل، واقتربت من شتالاج السابع-إيه واستولت على حامية المعسكر التي ضمن أكثر من 200 رجل. وقد أشارت التقارير الأولية إلى عدد السجناء المحررين بـ 27.000 سجين. كان هذا خطأ، فقد تم تحرير أكثر من 130,000 سجين من الحلفاء من شتالاج السابع-إيه، أكبر معسكر أسرى حرب في ألمانيا. انتقلت الفرقة بسرعة شرقاً إلى منطقة مولدورف حيث أسس رأسين قويين عبر نهر مولدورف قبل أن يأمر بوقفه الفيلق الثالث. أطلقت الفرقة جولاتها الأخيرة في 2 مايو 1945. كانت تعالج أسرى الحرب وتقوم بدوريات في منطقتها عندما انتهت الحرب في أوروبا في 8 مايو.